# 罗伯特·舒曼
罗伯特·亚历山大·舒曼（德語：Robert Alexander Schumann；1810年6月8日—1856年7月29日），德国作曲家，音乐评论家，浪漫主义音乐成熟时期代表人物之一。舒曼生性热情、感情豐沛，富有民主主义思想。夫人克拉拉是著名钢琴家。作曲家布拉姆斯曾受其提携。

## 生平
1810年舒曼出生在德国萨克森的小镇茨维考，他的父亲开着一家书店兼营出版。童年的舒曼最大兴趣是文学而不是音乐，并且热衷于写作小说和散文。偶尔也從事一些音乐活动，12岁的时候舒曼组织了一个小型的管弦乐队。之后出于对文学的热情，又组织了一个文学社，并开始写作关于艺术和诗歌的论文。
青年时期的舒曼被青春期的苦恼折磨着，他的父亲积极的引导他向音乐方面发展，然而舒曼的母亲希望儿子能学习法律，以便将来能找到一份体面的工作。1828年舒曼中学毕业，这时他的父亲也去世了，他如母亲的愿望，去了莱比锡学习法律，第二年又到海德堡继续学习。
1830年舒曼在海德堡附近的法兰克福听了一场帕格尼尼的演奏会，从此立志要成为一名钢琴家。这一年圣诞节舒曼回到莱比锡全心投入成为钢琴家的练习中，这時他已经20岁了。因为起步晚，舒曼强迫自己高强度长时间的练习，据说他还发明了一种机械来锻炼手指的肌肉。这种错误的练习法使他右手的無名指完全麻痹，成为音乐家的唯一希望只有往作曲家的道路上走了。然而舒曼并没有放弃钢琴，钢琴的创作始终是其作品中重要的一部分。
1833年，他23岁时创作了自己的第一部杰作，同一主题和12个变奏的《交响练习曲》（作品13），之后是1834年至1835年间创作的《狂欢节》（作品9），是一部由21个乐章组成的钢琴杰作，也是舒曼最成功的作品之一。
1834年舒曼创办了《新音乐杂志》，并用弗罗列斯坦（Florestan）和尤斯比乌斯（Eusebius）作为自己的笔名，經由此两人不同且性質互補的观点，体现了舒曼本人的思辨统一。
1836年，舒曼26岁时，仍然没有停止学习钢琴，这时在维克教授处学习的舒曼结识了教授的女儿克拉拉，但彼此的愛慕遭到维克教授一家人的反对。经过他不懈努力，1840年终于在莱比锡郊区的小镇舍訥費爾德（Schönefeld）与克拉拉结婚。兩人育有八名子女，但多數夭折。
1843年在莱比锡音乐学院任教，1844年赴德累斯顿任合唱团领队。1850年舒曼搬到杜塞尔多夫，擔任乐队指挥。
1854年曾一度投莱茵河自杀，幸被船夫救起。之后他被送入波恩一家精神病院，期間克拉拉一直照顧他。1856年舒曼因晚期梅毒感染死於波恩。舒曼和克拉拉的墓地均在波恩。

## 作品節錄
鋼琴獨奏
《阿贝格变奏曲》，《蝴蝶》，《间奏曲集》，《大卫同盟舞曲》，《B小调快板》，《托卡塔》，《狂欢节》，《交响练习曲》，《第一奏鸣曲》，《第二奏鸣曲》，《第三奏鸣曲》，《幻想曲》，《童年即景》等
室內樂
弦樂四重奏（作品41），D小调鋼琴三重奏（作品63），F大调钢琴三重奏（作品80），降E大调鋼琴四重奏（作品47），降E大调鋼琴五重奏（作品44）等
交響曲
| 作品                | 調性   | 作品號  | 創作時間                  | 譜例 |
| ------------------- | ------ | ------- | ------------------------- | ---- |
| "茨維考"            | G小調  | WoO 29  | 1832年－1833年 （未完成） |      |
| 第1號交響曲《春》   | B♭大調 | Op. 38  | 1841年                    |      |
| 第2號交響曲         | C大調  | Op. 61  | 1846年                    |      |
| 第3號交響曲《萊茵》 | E♭大調 | Op. 97  | 1850年                    |      |
| 第4號交響曲         | D小調  | Op. 120 | 1841年 1851年修訂         |      |

協奏曲
A小调鋼琴协奏曲（作品54），D小调小提琴协奏曲（Woo 23），A小调大提琴协奏曲（作品129）等
藝術歌曲
《桃金娘》、《女人的愛與生命》以及其他乐队和合唱作品（如《曼弗雷德序曲》，《茨冈》）
歌剧
《格諾費娃》
其他
他另有為數眾多的樂評創作，主要刊載於由他創辦並一人分飾三個不同立場的評論人員的《新音樂報》。

## 錄音推薦
- Schäfer, Christine. Johnson, Graham.  (CD). The Songs of Robert Schumann Vol. 1. London: Hyperion Records Ltd. 1996. 33101. 1997年留声机奖.
- The Florestan Trio.  (CD). London: Hyperion Records Ltd. 1999. 67063. 1999年留声机奖.
- Finley, Gerald. Drake, Julius.  (CD). London: Hyperion Records Ltd. 2008. 67676. 2009年留声机奖.

## 其他

### 衍生作品
- 1944年，德国拍摄过一部舒曼传记片。
- 1947年，美国好莱坞拍摄影片《Song of Love》，描写舒曼与克拉拉的爱情故事，凯瑟琳·赫本扮演克拉拉·舒曼。舒曼《童年即景》组曲中的《梦幻曲》被用作影片的主题歌。
- 2008年，电影《琴戀克拉拉（英语：Geliebte Clara）》描寫舒曼、克拉拉以及布拉姆斯的三角戀情。

### 乐器
罗伯特·舒曼最为人熟知的乐器之一是康拉德·格拉夫（Conrad Graf）的三角钢琴——这是格拉夫在1839年罗伯特和克拉拉结婚时所送的贺礼。 这架钢琴曾放于舒曼在杜塞尔多夫的工作室中，后来克拉拉·舒曼将其送给了约翰内斯·勃拉姆斯。在辗转了几个地方后，这架钢琴被维也纳音乐之友协会接收，现陈列于维也纳的艺术史博物馆中。